# AgrárUnió
Az AgrárUnió egy magyarországi, politikai hovatartozástól független agrárinformációs szaklap és agrárhíreket szolgáltató internetes portál. 

## Története
A lapot Nemes Gyöngyi alapította, amely először Agrárius néven került kiadásra,  előbb megyei, majd regionális, néhány év múlva országos terjesztésű lett.  
Az agrarunio.hu weboldalt 2005-től üzemelteti az alapító.

## Szakértők
- Dr. Jobbágy Krisztina
- Dr. Kiss László
- Dr. Sárvári Mihály
- Dr. Dávid István
- Dr. Szabó András

## Tevékenység
Az AgrárUnió különböző internetes platformokon is megjelenik (Facebook, Youtube, Instagram, Tiktok). Kapcsolódó oldalai: KárKép. A weboldal és az időszakosan megjelenő internetes és nyomtatott magazin egyaránt a mezőgazdaság aktuális híreit közli, érdekességekkel, hasznos információkkal megfűszerezve a növénytermesztés, az állattenyésztés, az agrárgépészet,  jövőbe mutató technológiák, precíziós gazdálkodás, agrárgazdaság és pályázati lehetőségek témaköréből. Az AgrárUnió szerkesztői a hiteles szakmai tartalom mellett látványos képekkel, modern grafikai megoldásokkal teszik a szakmát érdekessé és fogyaszthatóvá a mai kor embere számára is, szakítva a szokványos szaklapok arculatával.

## Rovatok
- Agrárgazdaság
- Növénytermesztés
- Kertészet
- Állattenyésztés
- Gépesítés